# Итайпава-ду-Гражау

Итайпава-ду-Гражау на карте штата.

Итайпава-ду-Гражау (порт. Itaipava do Grajaú) — муниципалитет в Бразилии, входит в штат Мараньян. Составная часть мезорегиона Центр штата Мараньян. Входит в экономико-статистический микрорегион Алту-Меарин-и-Гражау. Население составляет  14 297 человек на 2010 год. Занимает площадь 1238,914 км². Плотность населения — 11,54 чел./км².

## Демография
Согласно сведениям, собранным в ходе переписи 2010 г. Национальным институтом географии и статистики (IBGE), население муниципалитета составляет:
| Полное население                               | Полное население                               | Полное население                               | Полное население                               | 14 297 |
| ---------------------------------------------- | ---------------------------------------------- | ---------------------------------------------- | ---------------------------------------------- | ------ |
| в том числе:                                   | Городское население                            | 4296                                           | Процент городского населения, %                | 30,05  |
|                                                | Сельское население                             | 10 001                                         | Процент сельского населения, %                 | 69,95  |
|                                                | Мужское население                              | 7388                                           | Процент мужского населения, %                  | 51,68  |
|                                                | Женское население                              | 6909                                           | Процент женского населения, %                  | 48,32  |
| Плотность населения, чел/км²                   | Плотность населения, чел/км²                   | Плотность населения, чел/км²                   | Плотность населения, чел/км²                   | 11,54  |
| Население муниципалитета в % к населению штата | Население муниципалитета в % к населению штата | Население муниципалитета в % к населению штата | Население муниципалитета в % к населению штата | 0,22   |

По данным оценки 2016 года, население муниципалитета составляет 15 609 жителей.

## Статистика
- Валовой внутренний продукт на 2003 год составляет 19 246 122,00 реалов (данные: Бразильский институт географии и статистики).
- Валовой внутренний продукт на душу населения на 2003 год составляет 1259,81 реалов (данные: Бразильский институт географии и статистики).
- Индекс развития человеческого потенциала на 2000 год составляет 0,531 (данные: Программа развития ООН).